# Constantin Sănătescu
Constantin Sănătescu, romunski general, * 14. januar 1885, † 8. november 1947.